# 世界で一番好きな人
『世界で一番好きな人』 (Dis-moi oui...) は、1995年に製作されたフランス映画。

## ストーリー
無気力な生活を送る30歳の青年医師・ステファンのもとに、彼に恋をしている12歳の家出少女エヴァが転がり込む。ステファンには恋人がいたが、エヴァの純粋なアプローチを受けるうちに、2人は心を通わせていく。しかし、彼女は治療の困難な病に冒されていた。

## キャスト
- ジャン＝ユーグ・アングラード：ステファヌ
- ジュリア・マラヴァル：エヴァ
- ナディア・ファレス：フロランス
- クロード・リッシュ：ヴィリエ教授
- ヴァレリー・カプリスキー：ナタリー
- パトリック・ブラウデ：ブリス
- ジャン＝フランソワ・ステヴナン：アルノー医師
- アヌーク・エーメ：クレール・シャルヴェ
- マリー・ラフォレ：ヴィリエ夫人
- カルメン・チャップリン：カンディス
- ベルナール・ヴェルレー：ロディエ先生
- ナターシャ・レニエ：ソフィー

## 舞台化
2002年、宝塚歌劇団月組『長い春の果てに』

## 関連映画
- メランコリー (映画) - アングラードとマラヴァルが共演している。